# Xeniaria jacobsoni
Xeniaria jacobsoni – gatunek skorków z podrzędu Neodermaptera i rodziny Arixeniidae.
Gatunek ten opisany został w 1912 roku przez Malcolma Burra jako Arixenia jacobsoni. W 1974 T.C. Maa wyznaczył go gatunkiem typowym nowego rodzaju, Xeniaria.
Skorki te mają umiarkowanie spłaszczone ciało, u dorosłych osiągające od 17 do 21 mm długości. Długość ciała u zmierzonych larw I stadium wynosi 8,5 mm, II stadium 10,5 mm, III stadium 15 mm, a IV stadium 14–16 mm. Stosunkowo krótka głowa wyposażona jest bardzo małe oczy, u samców eliptyczne, a u samic nerkowatego kształtu, o przedniej krawędzi nieco wklęsłej. Czułki dorosłych buduje 14 członów, z których trzeci jest u samców tak długi jak piąty, a u samic od niego dłuższy. Samiec ma głaszczki szczękowe o członie czwartym znacznie krótszym od piątego, a głaszczki wargowe dłuższe i smuklejsze niż u X. bicornis. Przedpiersie u wszystkich stadiów rozwojowych jest z tyłu zaokrąglone. Śródpiersie u dorosłych ma od 3,7 do 4 mm szerokości. Dziesiąty tergit odwłoka ma u dorosłych i larw III i IV stadium tylną krawędź z parą szeroko zaokrąglonych wyrostków ponad nasadami przysadek odwłokowych. Dorosłe samce mają metapygidium poprzecznie prostokątne, o tylnej krawędzi prostej lub prawie prostej, a pygidium pośrodku tylnej krawędzi wydłużone. Larwy I i II stadium mają na spodzie pygidium 4–6 silnych szczecin przy nasadzie, a III i IV stadium szczyt pygidium wyraźnie odgięty ku górze. Narządy rozrodcze samca cechują się najbardziej nasadowym spośród sklerytów endofallicznych całobrzegim i bardzo delikatnie zakrzywionym, a drugim z nich prosto zbudowanym.
Przedstawiciele rodzaju są związani z nietoperzami, głównie z bezwłosym naguskiem obrożnym (Cheiromeles torquatus), a sporadycznie z moloskiem pomarszczonym (Tadarida plicata). Spotykani są wyłącznie w jaskiniach i dziuplach, zasiedlonych przez te nietoperze oraz na ich ciele. Większość czasu skorki te spędzają na guanie zalegającym na ścianach i stropach grzęd nietoperzy, żerując na odżywiających się guanem stawonogach. Na ciała gospodarzy wchodzą prawdopodobnie celem pożywiania się na ich wydzielinach, choć samego żerowania nigdy nie zaobserwowano.
Owady te zamieszkują Półwysep Malajski i Jawę w południowo-wschodniej części krainy orientalnej. Populacja na tym pierwszym współwystępuje z Arixenia esau. Przedstawiciele populacji jawajskiej cechują się znacznie mniejszymi niż wymienione wyżej wymiarami ciała wszystkich stadiów rozwojowych.